# اللمسة (رواية)
رواية اللمسة (The Touch) للكاتبة الأسترالية كولين مكلو نشرت عام 2003 هي رواية تاريخية عن حياة المرأة الاسكتلندية  التي تحمل اسم اليزابيث دروموند التي تسافر من بيتها في كينروس في اسكتلندا إلى نيوساوث ويلز للزواج من ابن عمها الثري ألكساندر كينروس. تدور أحداث القصة في النصف الأخير من القرن التاسع عشر